# Bezirksklasse Ostpreußen
De Bezirksklasse Ostpreußen was de tweede voetbaldivisie van de Gauliga Ostpreußen tussen 1933 en 1944. 

## Geschiedenis
Nadat de Baltische voetbalbond als gevolg van de Gleichschaltung ontbonden werd werd het voetbal grondig geherstructureerd in Duitsland door de NSDAP in 1933. De talloze competities van de regionale bonden werden afgeschaft en vervangen door zestien Gauliga's. Voor de clubs uit de Baltische bond was deze aanpassing minder groot. De clubs uit de Oost-Pruisische competitie en de clubs uit Danzig en Elbing, die in de Pommerse competitie speelden gingen in de Gauliga spelen. De clubs uit de Bezirksliga die zich hier niet voor plaatsten gingen in de nieuwe Bezirksklasse spelen die als tweede niveau diende. Deze werd in meerdere regionale divisies opgedeeld waarvan de winnaars een promotie-eindronde speelden. 
Na twee seizoenen al werd dit systeem gewijzigd. De veertien clubs uit de Gauliga gingen nu ook in de Bezirksklasse spelen waardoor dit een soort competitie werd tussen eerste en tweede klasse in. De top drie of vier van het seizoen 1934/35 mocht in de Bezirksklasse blijven, die uit vier reeksen bleef bestaan. De top twee uit elke reeks plaatste zich voor de eigenlijke Gauliga. Dit systeem werd drie seizoenen gebruikt en toen werd de Gauliga heringevoerd als één competitie met tien clubs. De Bezirksklasse werd nu uitgebreid naar zes reeksen. Na het uitbreken van de Tweede Wereldoorlog werd de naam van de competitie gewijzigd in 1. Klasse. De clubs uit Danzig verhuisden naar de nieuwe Gauliga Danzig-Westpreußen. De laatste jaren werd de oorlog erg merkbaar in de competitie, waar clubs zich vaak tijdens het seizoen terugtrokken. In 1943/44 vond de laatste competitie plaats. 